# KOI-1589
KOI-1589 — звезда, которая находится в созвездии Лебедя на расстоянии около 3143 световых лет от нас. Вокруг звезды обращаются, как минимум, пять планет.

## Характеристики
KOI-1589 представляет собой солнцеподобную звезду, практически равную по параметрам Солнцу. Впервые в астрономической литературе упоминается в каталоге 2MASS, опубликованном в 2003 году. Масса звезды равна 0,96 солнечной, а радиус — 0,99 солнечного. Температура поверхности звезды составляет приблизительно 5755 кельвинов.